# Isàvena
|  | Per a altres significats, vegeu «Isàvena (desambiguació)». |

Isàvena (en aragonès Isabana i en castellà Isábena) és un municipi de la comarca aragonesa de la Ribagorça. Pren el nom de l'Isàvena, afluent de l'Éssera. El cap de municipi és la Pobla de Roda.

## Llengua
Pel terme municipal d'Isàvena transcorren les isoglosses que permeten delimitar, tot i que vagament, les llengües aragonesa i catalana. Nocelles i Merli pertanyerien al domini aragonès, mentre que la resta ho faria al del català.

## Formació del municipi
El 1964 es fusionen els municipis de la Pobla de Roda i Roda d'Isàvena (o Roda de Ribagorça). Es creava el municipi d'Isàvena, amb capital a la Pobla de Roda. El 1966 incorpora una part de l'antic municipi de Merli: Esdolomada, Merli i Nocelles; la resta de nuclis de l'antic terme de Merli passarien a formar part del municipi de la Foradada del Toscar (Decret 2285/66, de 23 de juliol). El 1970 incorpora Sant Esteve del Mall, nucli de l'antic terme de Queixigar. Al mateix temps es fusionaven Queixigar i Monesma de Benavarri per formar el municipi de Monesma i Queixigar. L'antic municipi de Queixigar s'havia anomenat fins al 1920-1930 Sant Esteve de Mall, canvi de nom degut a un canvi de capitalitat. El 1977 incorpora Serradui.

## Entitats de població
Conté a banda dels nuclis llistats dessota, entre d'altres, els del Carrasquer, El Villar situat a 777 metres, Rin de la Carrasca, El Molinet i Nocelles, situat a 1.033 metres.
| Entitat de població    | Habitants |
| ---------------------- | --------- |
| Esdolomada             | 10        |
| Merli                  | 17        |
| Mont de Roda           | 9         |
| Pobla de Roda, la      | 157       |
| Riguala de Serradui    | 6         |
| Roda d'Isàvena         | 42        |
| Sant Esteve del Mall   | 5         |
| Serradui               | 45        |
| Vileta de Serradui, la | 11        |
| Font: Idescat          |           |

## Castell de Mont de Roda
Conserva entre les seves ruïnes dues torres de defensa, de planta quadrada (del segle xvi aproximadament), quan en temps de Felip II de Castella la guerra civil va assolar el comtat de Ribagorça.

## Imatges del municipi

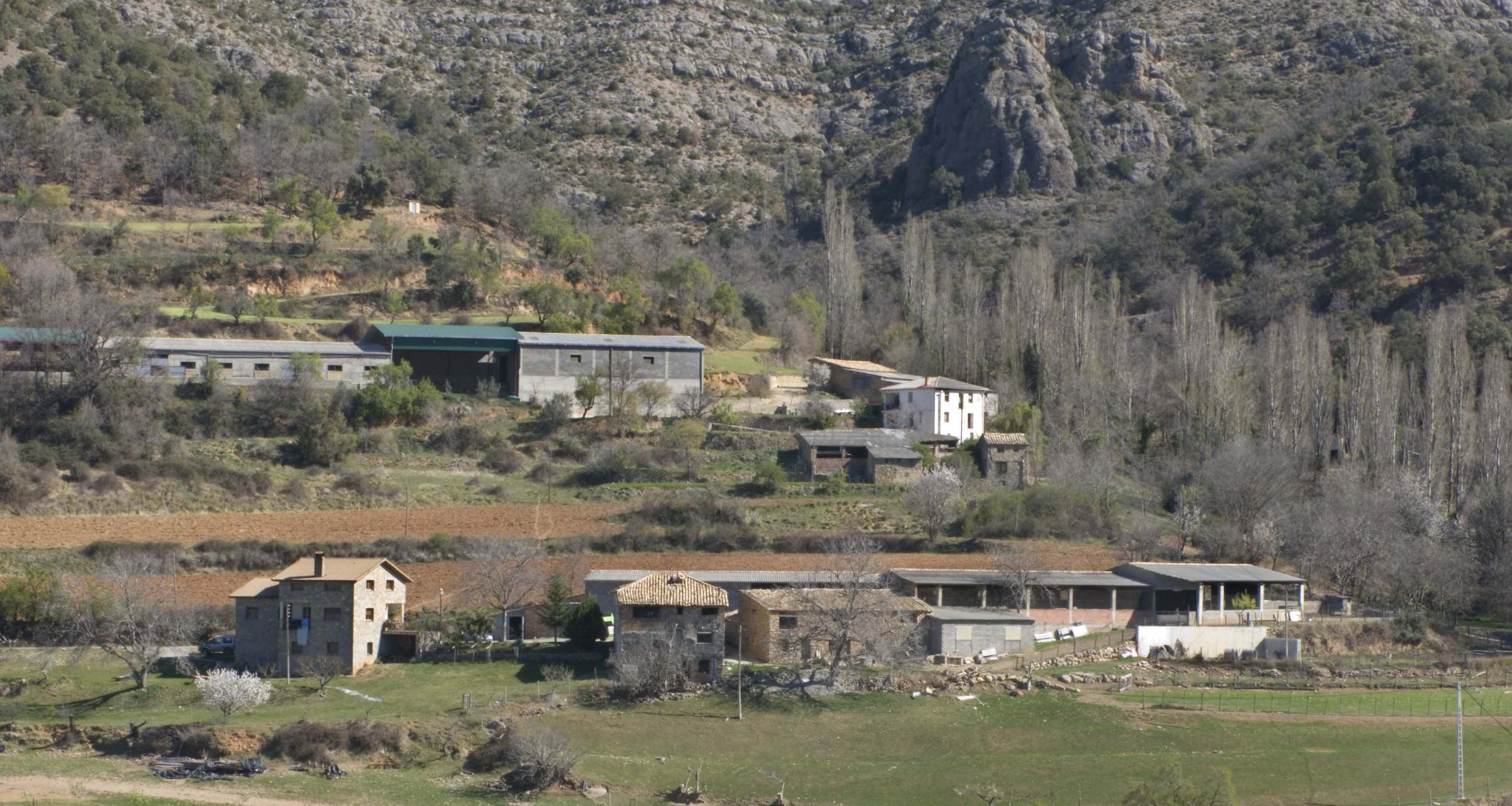
La Vileta de Serradui.
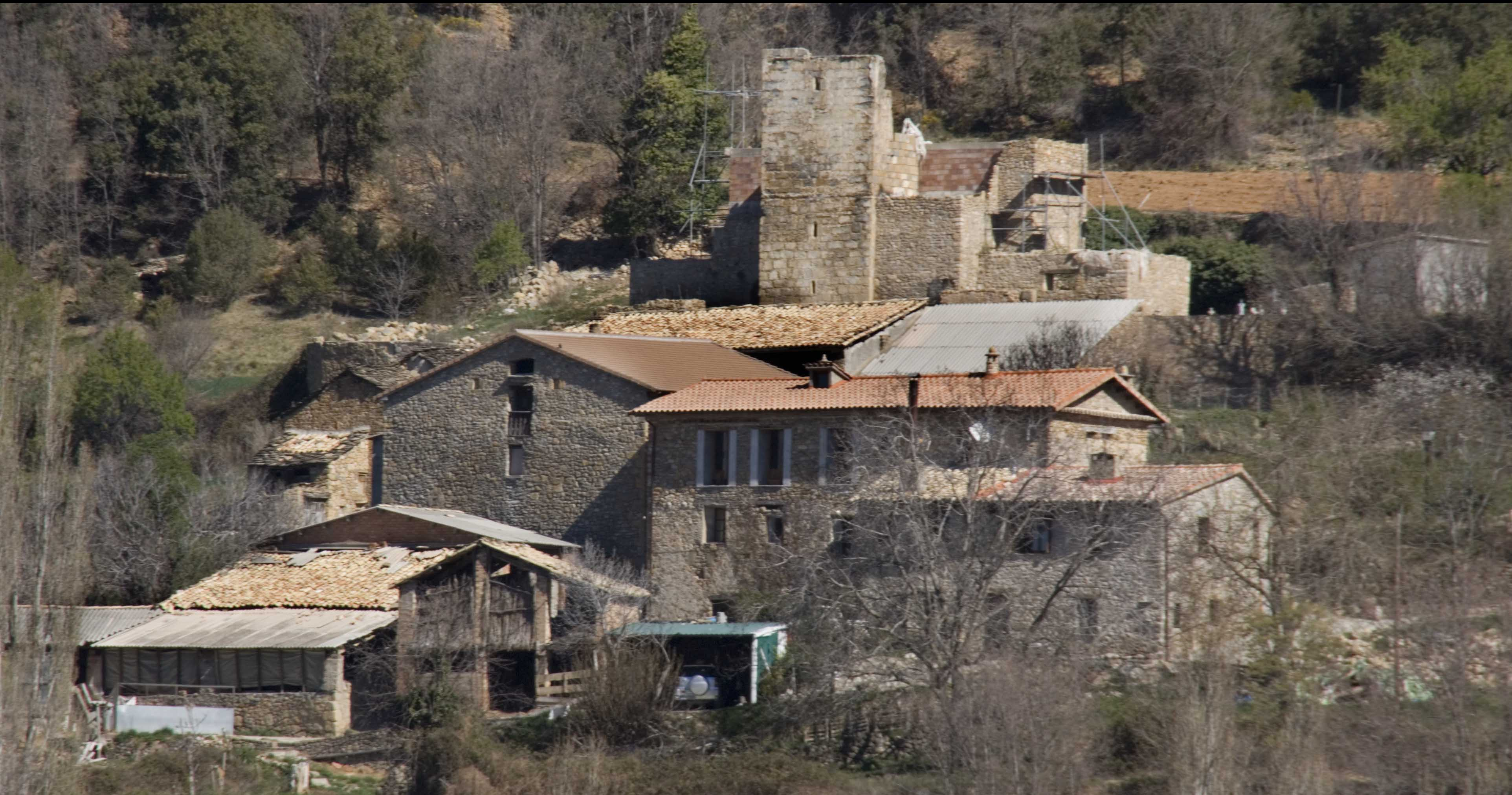
El Barri de Serradui,[2] municipi d'Isàvena.
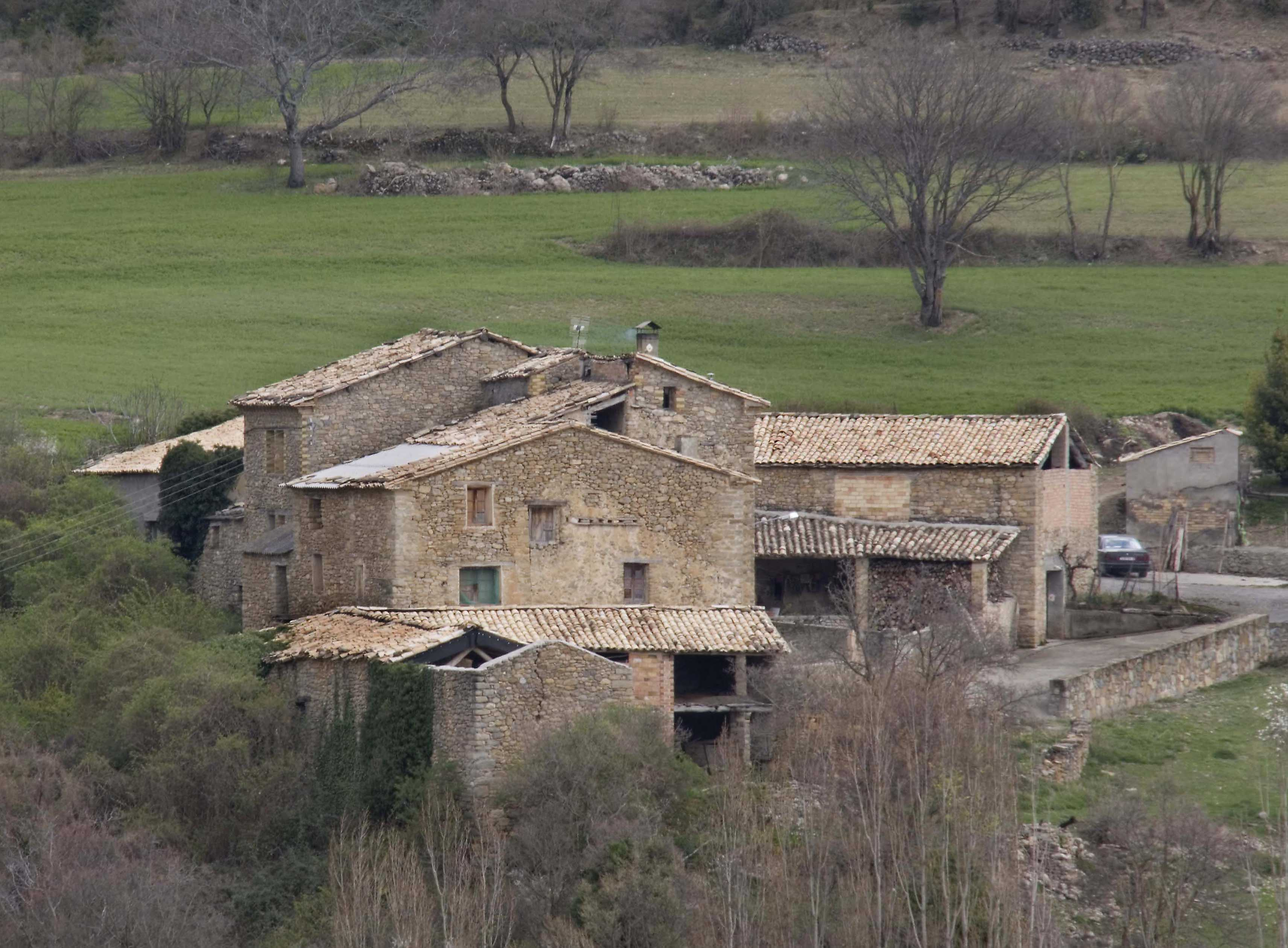
Riguala,[2] sota el Coll de Vent, (Serra de Sis)
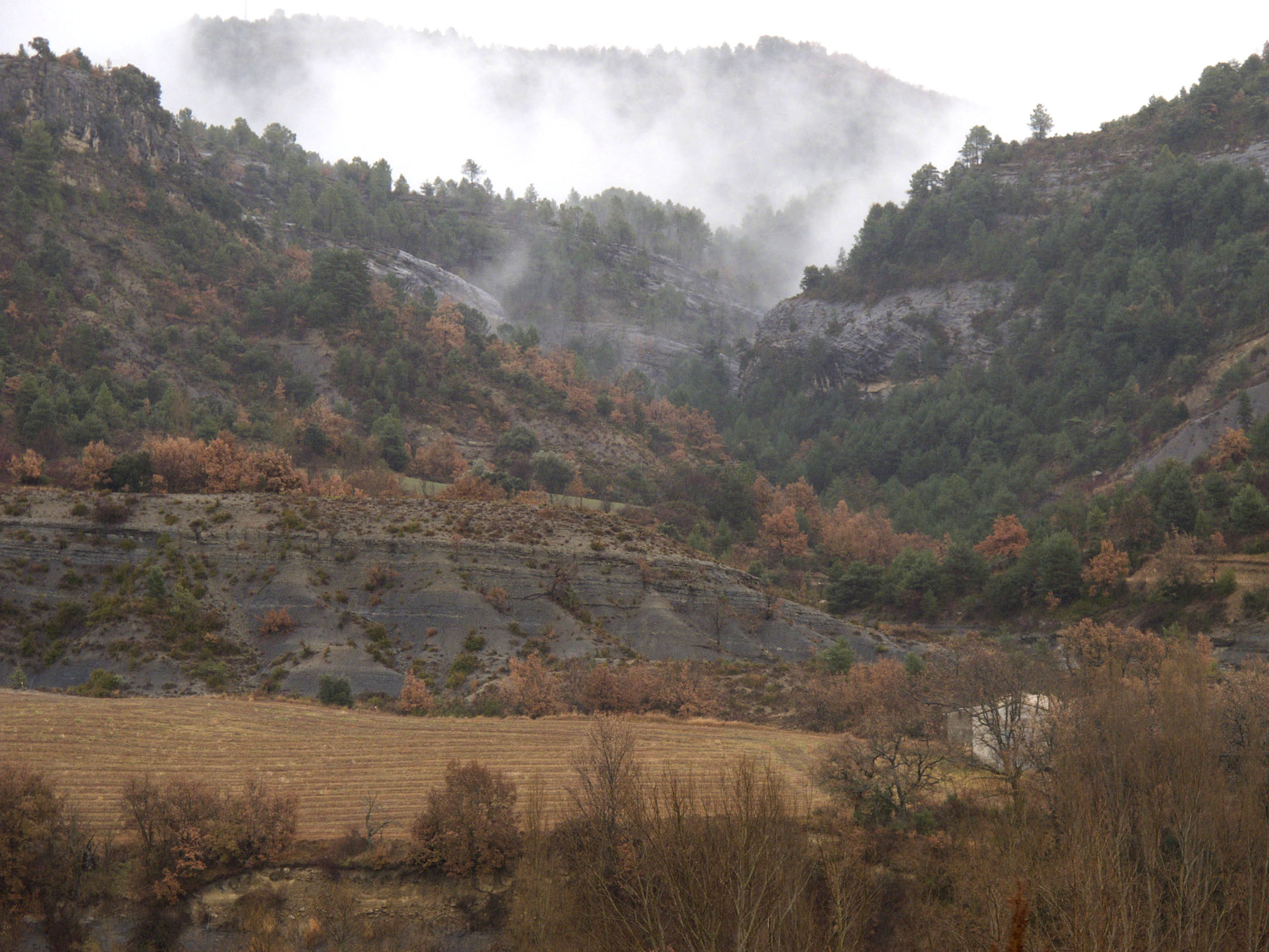
Vessant per on transcorre la Variant GR 18.1 pel curs mitjà del riu Isàvena.
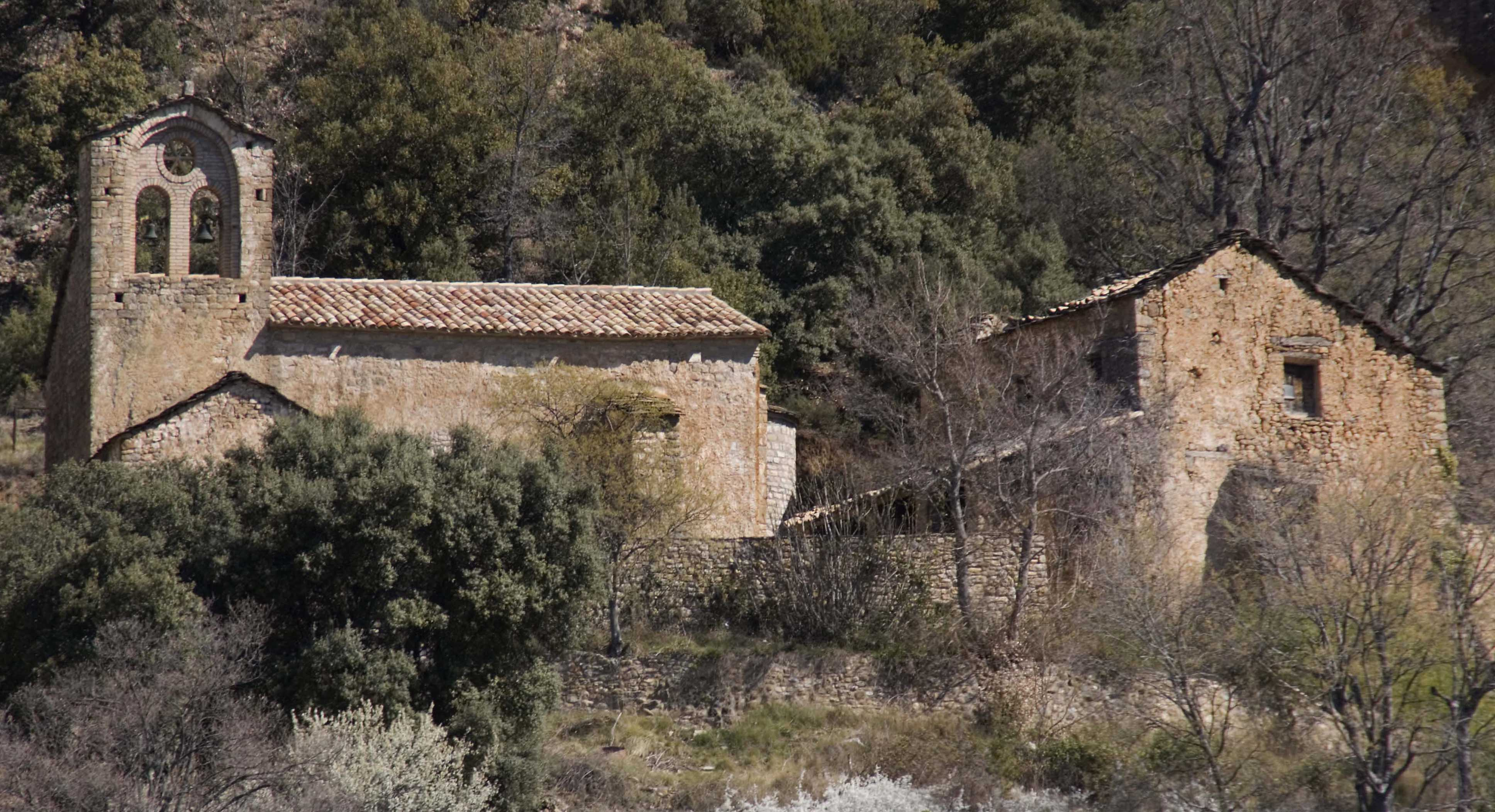
Ermita de la Feixa, (La Vileta de Serradui,[2] Isàvena)
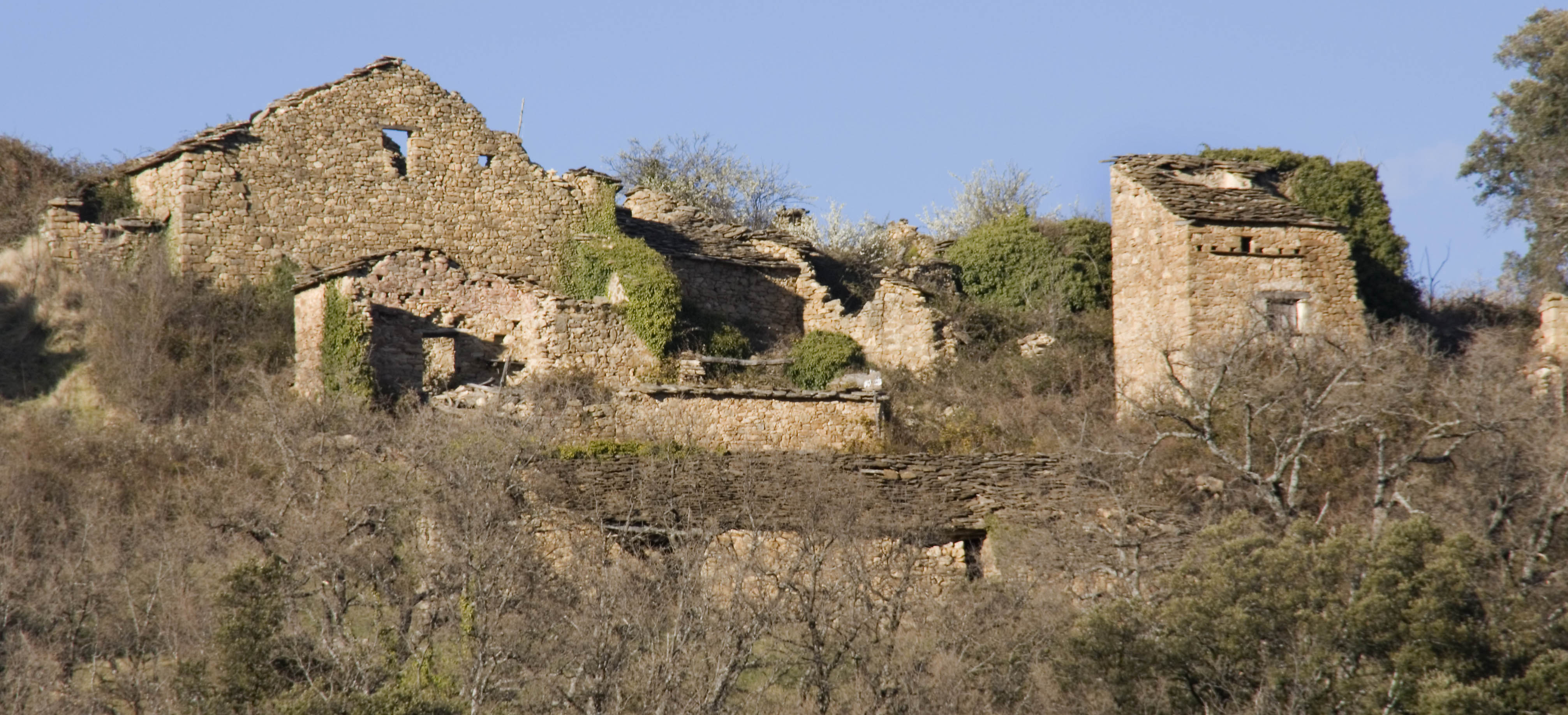
Rin de dalt.
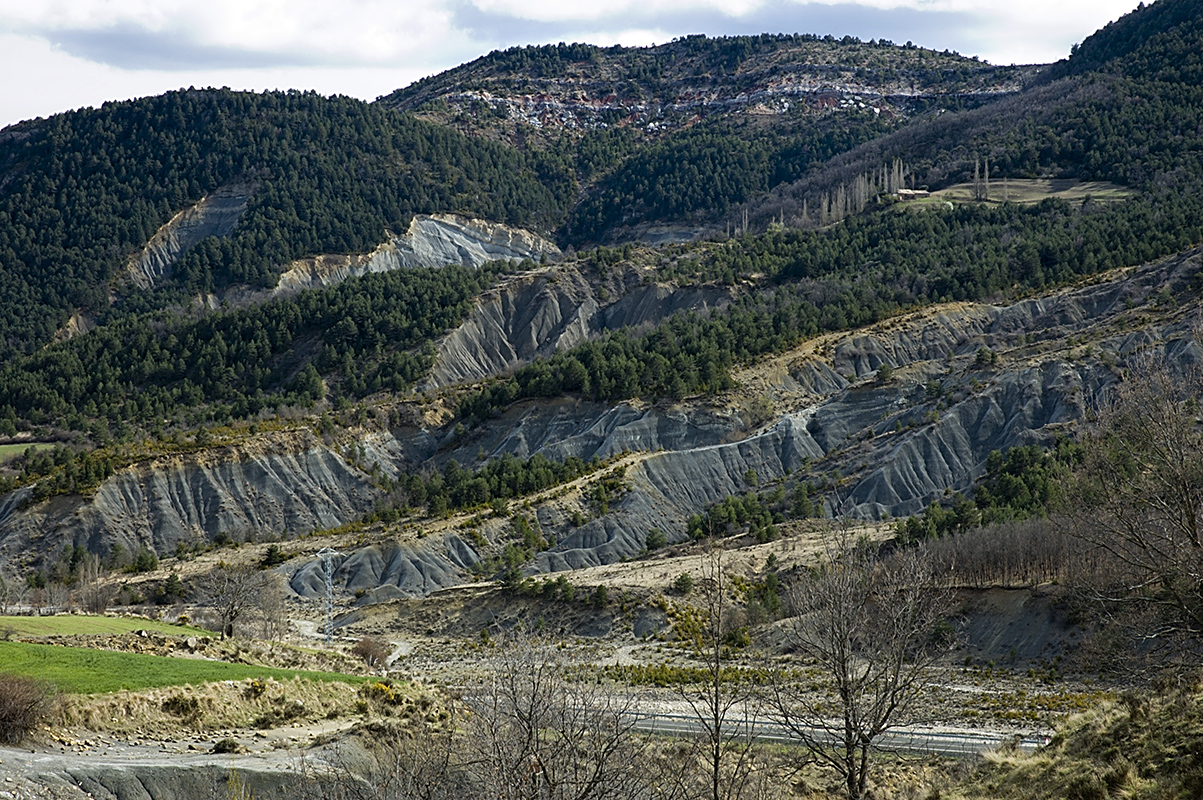
Serra del Jordal.
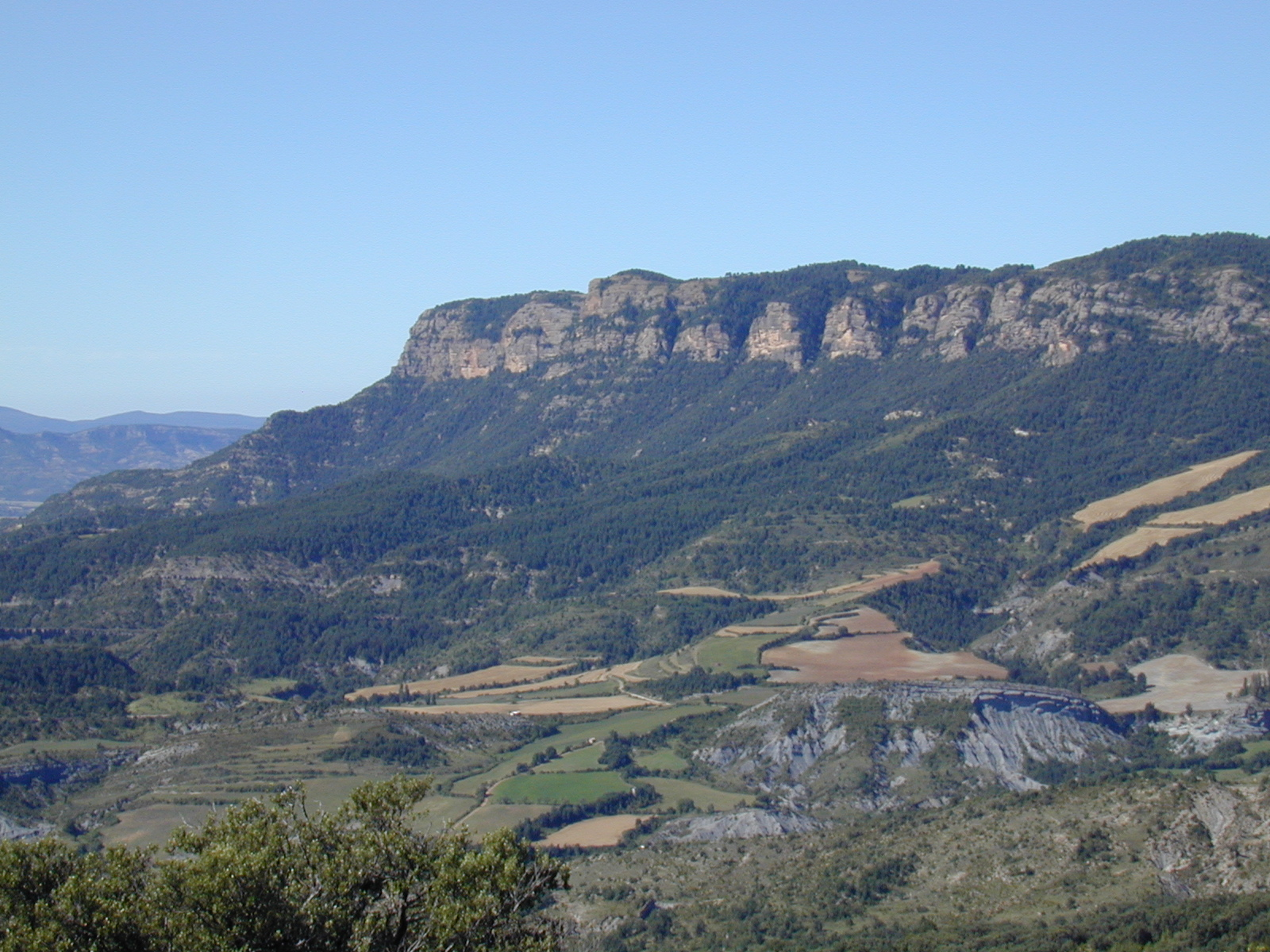
Serra d'Esdolomada.
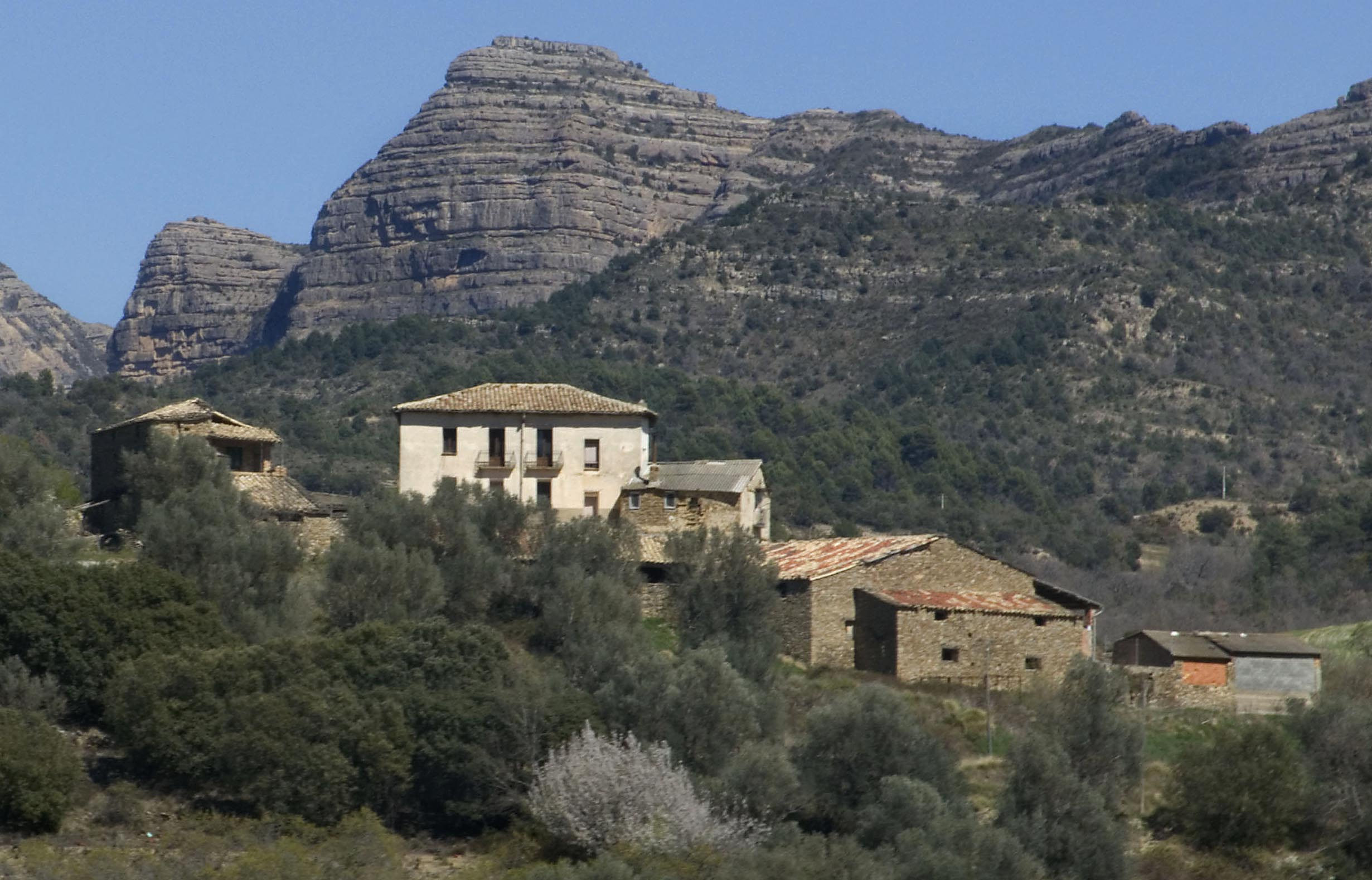
El Villar. Llogaret del municipi d'Isàvena, situat entre La Pobla de Roda i Sant Esteve del Mall.
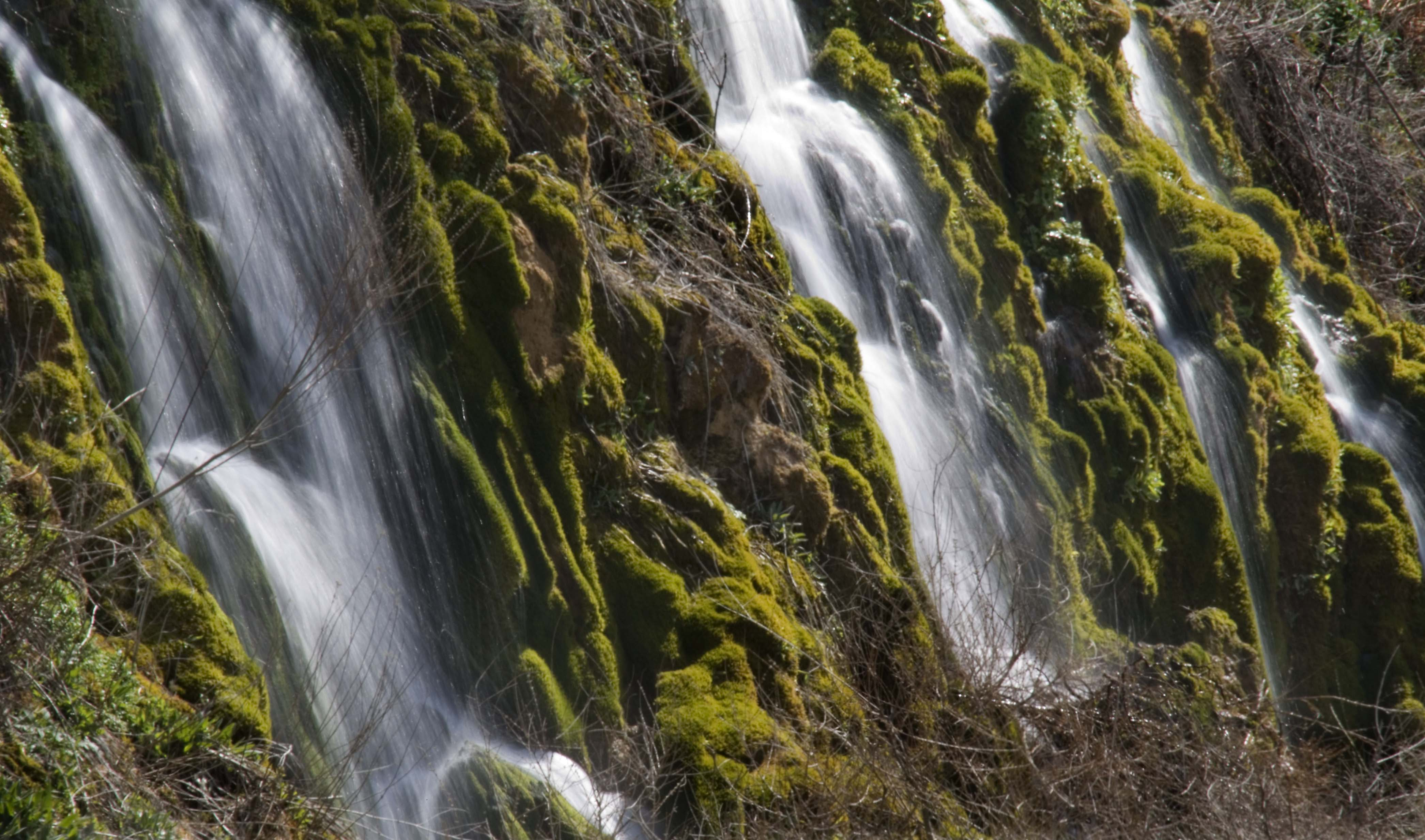
Font de Sant Cristòfol, entre El Pont de Serradui i Biasques d'Ovarra (Beranui).
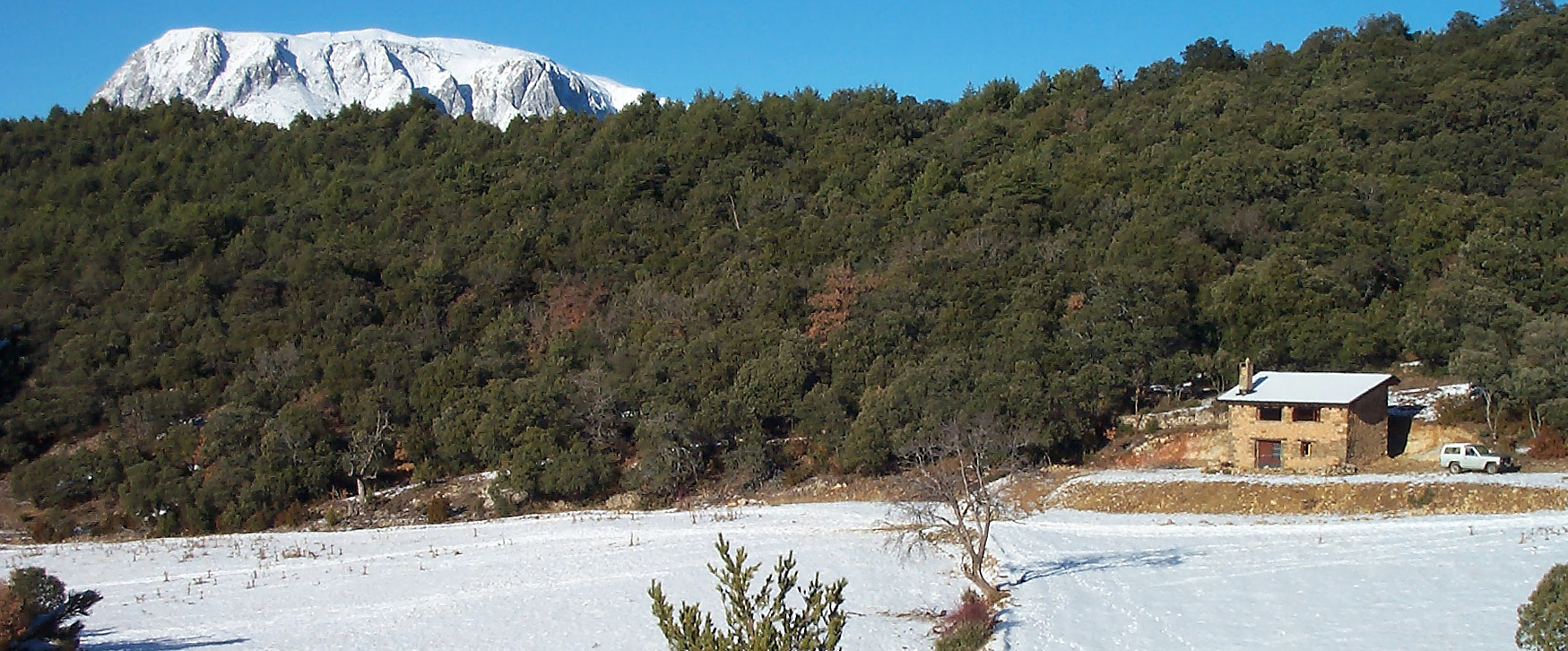
Borda de Rin de la Carrasca.
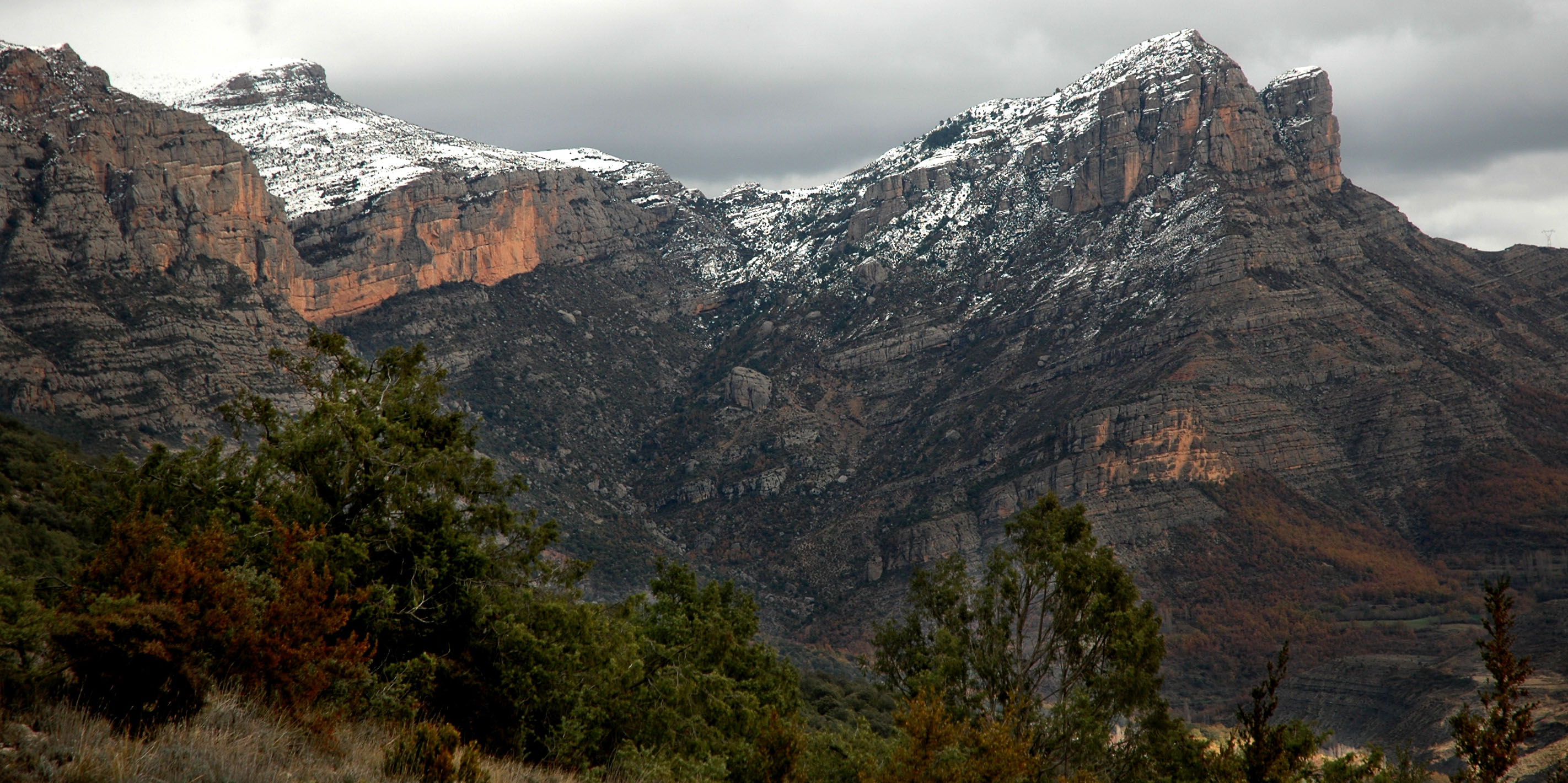
Serra de Sis, Ribagorça aragonesa-Prepirineus. En la imatge podem veure: el Tossal dels Moros, el Brocoló, Carraduno i la Roca Cirera. Municipi d'Isàvena.